# Tard (Hungria)
Tard é um município da Hungria, situado no condado de Borsod-Abaúj-Zemplén. Tem 40,47 km² de área e sua população em 2015 foi estimada em 1.206 habitantes.